# اوسییک
اوسییِک (کرواتی: OsijekZ; مجاری: Eszék) چهارمین شهر کرواسی از لحاظ جمعیت است.